# The Skatalites
The Skatalites és un grup de música jamaicà que va tenir un paper important en popularitzar l'ska, la primera música jamaicana vertadera creada al fusionar boogie-woogie blues, rhythm and blues, jazz, mento, calipso, i ritmes africans. La majoria de ses cançons més conegudes, incloent "Els canons de Navarone", les gravaren en el períod comprés entre 1964 i 1965. Així també, col·laboraren en discos de Prince Buster i molts altres artistes jamaicans.
Els membres del grup eren Tommy McCook, Roland Alphonso, Lloyd Brevett, Lloyd Knibb, Lester Sterling, Don Drummond, Jah Jerry Haynes, Jackie Mittoo, Johnny Moore, Jackie Opel, i Doreen Shaffer. La composició de trombó de Drummond's, "Man In The Street", entrà al Top 10 al Regne Unit. No només era el compositor de Skatalities més enfeinat, sinó el més prolífic en tot l'ska, amb almenys 200 cançons enregistrades per a l'any 1965.
L'1 de gener de 1965, Drummond fou empresonat per l'assassinat de sa núvia, Anita 'Marguerita' Mahfood, i a l'agost del mateix any, Skatalites tocaren per última vegada. La dissolució esdevingué en la formació de dos supergrups, "Rolando Alphonso and the Soul Vendors" i "Tommy McCook and the Supersonics". Drummond morí a l'asil Bellevue, el 6 de maig de 1969 a l'edat de 37 anys.
A juny de 1983,Skatalites s'ajuntaren de nou per a una actuació al festival Sunsplash a Montego Bay a juliol. Entre 1985 i 1988, els membres principals de Skatalites emigraren, i finalment s'ajuntaren als Estats Units. Tocaren per primera vegada als EUA en "The Village Gate", i feren la seua primera gira nord-americana a gener de 1990. Skatalites continuaren de gira pels Estats Units, i feren sa primera gira a Europa a 1992.
A gener de 1996, Skatalites foren nominats per als Premis Grammy en la categoria de "Millor Àlbum de Reggae" pel seu "Hi Bop Ska" (Shanachie release, 1995). Foren nominats als Grammy una altra vegada pel seu "Greetings From Skamania" (Shanachie release,1996) a gener de 1997.
Skatalites començà sa primera gira mundial a febrer de 2002, abastant els Estats Units, Europa, Mèxic, Veneçuela, Puerto Rico, Rússia, i el Japó; la qual durà nou mesos.
A 2003, el grup estava format per Lloyd Brevett, Lloyd Knibb, Doreen Shaffer, Lester Sterling, Cedric 'Im Brooks, Vin Gordon, Devon James, Ken Stewart i Kevin Batchelor.
A 2006 els membres del grup eren Lloyd Knibb, Doreen Shaffer, Lester Sterling, Karl Bryan, Vin Gordon, Devon James, Ken Stewart, Val Douglas i Kevin Batchelor. Aquest any han gravat un CD a Austràlia, el qual estarà disponible a 2007.

## Història

### Abans de Skatalites:1954-1964
Els fundadors de Skatalites van ser Tommy McCook (mort el 1998), Roland Alphonso (mort el 1998), Lloyd Brevett, Lloyd Knibb, Lester Sterling, Don Drummond (mort el 1969), Jah Jerry Haynes (mort el 2007), Jackie Mittoo (mort el 1990), Johnny Moore (mort el 2008) i Jackie Opel (mort el 1970). Aquests deu músics van començar a tocar junts des de 1955, quan els estudis de gravació de Kingston, van començar a desenvolupar-se. Tommy McCook va ser el primer membre de la banda per enregistrar, encara que no per al seu alliberament comercial: va tocar amb Don Hitchman's Group el 1953. Archie Lindo va demanar a Hitchman si podia tocar algunes de les seves cançons a la ràdio, "ZQI", en el seu nou equip. Poc després, el sistema de so Pioneer Stanley Motta va començar a operar el seu estudi, on va gravar calipso i mento que es van publicar el 78's. Roland Alfonso va ser un dels primers a gravar amb ell, probablement el 1954.
Encara que McCook va ser el primer en la banda per a gravar, que no va participar en les sessions de gravació amb els altres nou músics. Va sortir de Jamaica el 1954 per a un concert de jazz al Club de Zanzíbar a Nassau (Bahames). Va tornar a Jamaica el juny de 1962, i va començar a tocar jazz ordinari de sessions al voltant de Kingston.
Coxsone Dodd buscava músics de jazz al voltant de Kingston i va quedar impressionat per com tocava McCook. Tommy McCook va escoltar algunes cançons de ska, però es van resistir inicialment a les ofertes Coxsone Dodd per registrar i portar a un grup d'estudi, perquè era un músic de jazz compromès. El 1962 Dodd a va treure la cançó I Cover The Waterfront(Port-O-Jam) amb Roland Alphonso i Don Drummond, que va fer el so solista i seccions de metalls. El 1963 es va llençar Jazz Jamaica From the Workshop (Port-O-Jam/Studio One), en la qual McCook va tocar per primera vegada des de la seva tornada a Jamaica. Don Drummond tenia dues cançons a Jazz Jamaica i McCook en tenia una, "The Answer".

### Els primers anys:1964-1965
A la primavera de 1964, The Skatalites van gravar el seu primer LP Ska Authentic a Studio One de Kingston, Jamaica i va viatjar a Jamaica com els creadors de l'ska. Els seus productors van ser Coxsone Dodd, Duke Reid, Prince Buster, Vincent "King" Edwards, Justin "Phillip" Yap, Leslie Kong, Lindon Pottinger, Sonia Pottinger i Vincent "Randy" Chin. The Skatalites va conduir sessions amb els millors artistes i va treballar amb els joves talents com Delroy Wilson, Desmond Dekker, The Wailers, Lee Perry, etc.
Van tenir el seu primer concert el 27 de juny al Club Hi-Hat, Water Lane a Rae Town, que era propietat i operat per Orville "Billy" Farnum. Coxsone Dodd va ajudar inicialment: "En la formació de la banda, que subministra el sistema de megafonia, micròfons i el que mai no ho és. A més, l'amplificador de guitarra i un amplificador d'altres. Vaig amb el transport i l'emmagatzematge de l'equip subministrat i instruments. Jo era un part de la promoció dels primers concerts i altres actuacions per aconseguir que fora de la terra, perquè vaig pensar que més o menys, si estic gravant els Skatalites, és bo per a aconseguir-popular als carrers, Yunnan?
A la tardor de 1964, la composició de Don Drummond, "Man in the Street", va entrar al top 10 al Regne Unit. El trombonista Drummond tenia almenys 200 cançons en nom seu el 1965. L'1 de gener de 1965, Don Drummond, va ser empresonat per l'assassinat de la seva nòvia, Anita "Marguerite" Mahfood. Més tard va ser condemnat i empresonat a l'asil de Bellevue.
L'agost de 1965, The Skatalites va fer el seu últim concert. Es van separar en dos supergrups, Rolando Alfonso i els proveïdors de Soul i Tommy McCook i els Supersonics. A principis de 1967, l'adaptació ska Don Drummond del tema de la pel·lícula Guns of Navarone va entrar al UK Top 10. Don Drummond va morir a 6 de maig, 1969, en l'Asil de Bellevue.

## Discografia
- Ska Authentic (Studio One, 1967)
- Ska Authentic, Vol. 2 (Studio One, 1967)
- African Roots (United Artists, 1978)
- Scattered Lights (Alligator, 1984)
- Return of the Big Guns (Island Records, 1984)
- With Sly & Robbie & Taxi Gang (Vista, 1984)
- Stretching Out live (ROIR, 1987)
- Hog in a Cocoa (Culture Press, 1993)
- I'm in the Mood for Ska (Trojan Records, 1993)
- Ska Voovee (Shanachie, 1993)
- Hi-Bop Ska (Shanachie, 1994)
- In the Mood for Ska (Trojan, 1995)
- Greetings from Skamania (Shanachie, 1996)
- The Skatalite! (Jet Set Records, 1997)
- Foundation Ska (Heartbeat, 1997)
- Ball of Fire (album) (Island, 1998)
- Nucleus of Ska (Music Club, 2001)
- Herb Dub, Collie Dub (Motion, 2001)
- Bashaka (2001)
- Ska Splash (Moonska, 2002)
- Lucky Seven (2002)
- From Paris With Love (World Village, 2002)(gravat Berlin 1986)
- Celebration (Studio One, 2002)
- Ska-ta-shot (2002)
- In Orbit vol.1 - Live from Argentina (2005)
- Treasure Island (2009)

## Membres del grup i instrument
- 1964:

Tommy McCook - 

Roland Alphonso

Lloyd Brevett

Lloyd Knibb

Lester Sterling

Don Drummond

Jah Jerry Haynes

Jackie Mittoo

Johnny Moore

Jackie Opel

Doreen Shaffer

- 2008

Lloyd Knibb - Bateria 

Doreen Shaffer - Veu 

Lester "Ska" Sterling - Saxofon alt

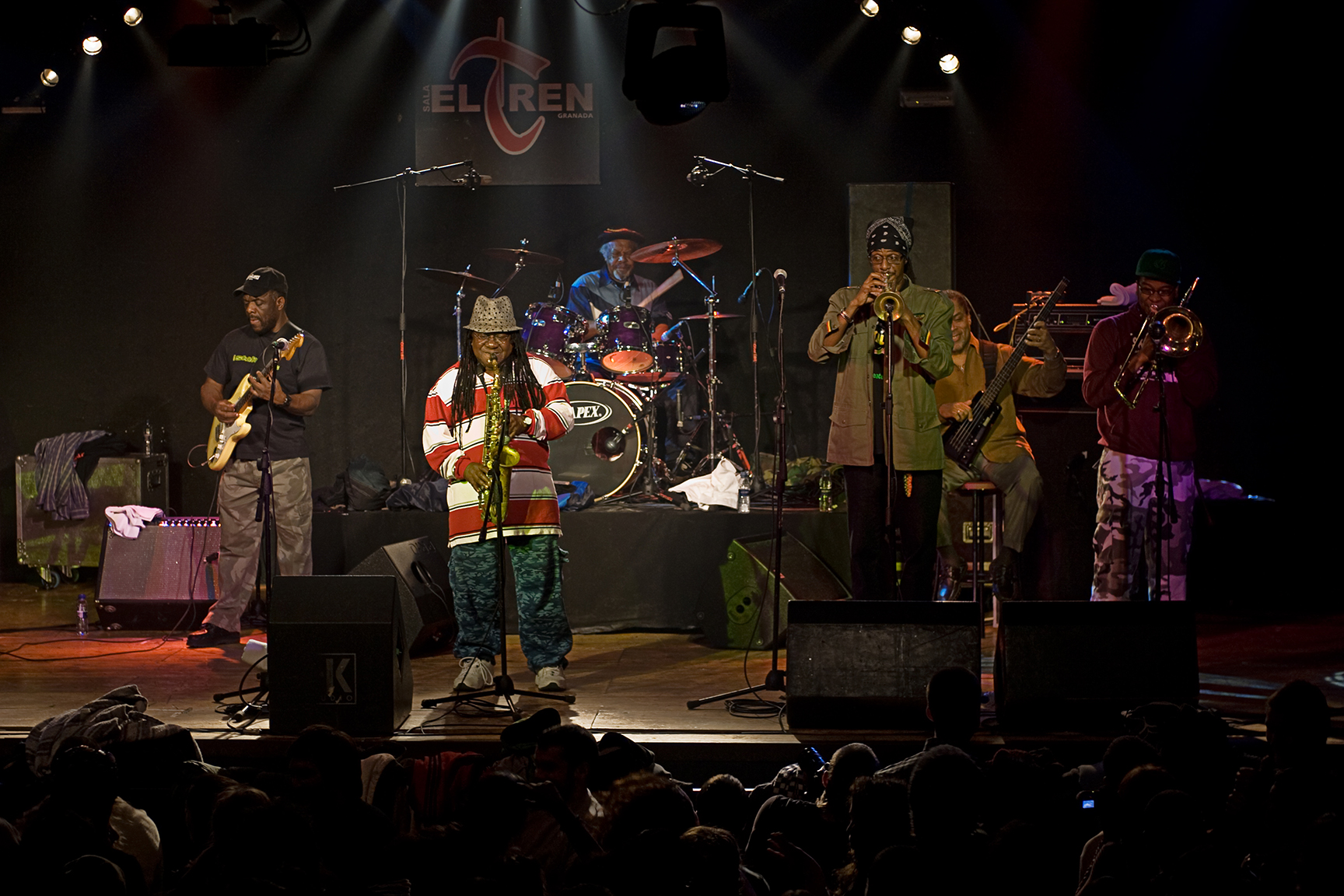
The Skatalites a Granada, el 3 de desembre de 2008

Karl "Cannonball" Bryan - Saxo Tenor

Vin Gordon - Trompeta 

Devon James - Guitarra 

Ken Stewart - Piano 

Kevin Batchelor - Teclats 

Val Douglas - Baix